# Медаль «20 лет Вооружённых сил Республики Казахстан»
Юбилейная медаль «20 лет Вооружённых сил Республики Казахстан» (каз. «Қазақстан Республикасының Қарулы Күштеріне 20 жыл») — государственная награда Республики Казахстан, учреждённая для вооружённых сил РК Указом Президента от 10 октября 2011 года за № 159.

## Положение о медали
1. Юбилейной медалью награждаются положительно характеризуемые по службе и образцово выполняющие свой воинский долг военнослужащие, состоящие к 7 мая 2012 года на воинской службе в Вооруженных Силах Республики Казахстан и другие лица, внесшие значительный вклад в строительство Вооруженных Сил Республики Казахстан.
2. Порядок представления и рассмотрения ходатайств о награждении юбилейной медалью определяется Министром обороны Республики Казахстан.
3. Вручение юбилейной медали производится от имени Президента Республики Казахстан: Министром обороны Республики Казахстан, председателем Комитета начальников штабов Министерства обороны Республики Казахстан и заместителями Министра обороны Республики Казахстан, начальниками структурных подразделений Министерства обороны, главных управлений, главнокомандующими видами, командующими родами войск и региональных командований Вооруженных Сил Республики Казахстан, командирами (начальниками) воинских частей (учреждений), начальниками военных учебных заведений и местных органов военного управления.
4. Вместе с медалью награждённому вручается удостоверение установленного образца.
5. Вручение юбилейной медали производится в торжественной обстановке и вручается награждённому лично. Перед вручением оглашается приказ Министра обороны Республики Казахстан о награждении.
6. Юбилейная медаль носится на левой стороне груди. При наличии государственных наград Республики Казахстан располагается после них.
7. О вручении юбилейной медали в списке для награждения делается соответствующая запись.
8. Неврученные медали и удостоверения к ним возвращаются в Департамент кадров Министерства обороны Республики Казахстан с указанием причин возврата, о чём делается соответствующая отметка в списках.
9. Учёт произведенных награждений, а также отчетность о ходе вручения юбилейных медалей ведется Департаментом кадров Министерства обороны Республики Казахстан.

## Описание
Юбилейная медаль «Қазақстан Республикасының Қарулы Күштеріне 20 жыл» изготавливается из латуни и имеет форму круга диаметром 34 мм.
На лицевой стороне медали помещена пятиконечная выпуклая звезда красного цвета с гладкими двугранными лучами, солнце и парящий орел. Вокруг звезды изображен национальный орнамент.
На оборотной стороне медали по кругу располагается надпись с датой «Қазақстан Республикасының Қарулы Kүштepi 1992 - 2012», по центру расположена надпись «20 жыл».
Все изображения и надписи на медали выпуклые. Края медали окаймлены бортиком.
Медаль с помощью ушка и кольца соединяется с пятиугольной колодкой шириной 34 мм и высотой 50 мм, обтянутой шелковой муаровой лентой. Посередине ленты располагаются три золотистые полоски шириной 2 мм, между которыми две красные полоски шириной 2 мм, по краям золотистых полосок расположены голубые полосы шириной 9 мм. По краям ленты зеленые полосы шириной 2 мм. Ширина ленты — 32 мм.
Медаль с помощью булавки крепится к одежде.
Медаль изготовлена на Казахстанском монетном дворе в Усть-Каменогорске.